# Dicliptera nervata
Dicliptera nervata är en akantusväxtart som beskrevs av Jesse More Greenman. Dicliptera nervata ingår i släktet Dicliptera och familjen akantusväxter. Inga underarter finns listade i Catalogue of Life.